# 2021–2022-es francia labdarúgó-bajnokság (első osztály)
A 2021–2022-es Ligue 1 a francia labdarúgó-bajnokság 84. alkalommal megrendezésre került, legmagasabb szintű versenye. A címvédő a Lille csapata. A szezon 2021. augusztus 6-án kezdődött és 2022. május 21-én fejeződött be. Tizedik bajnoki címét hódította el a Paris Saint-Germain csapata, amely négy fordulóval a bajnokság vége előtt biztosította be a bajnokságot.

## Csapatok

### Csapatváltozások
A másodosztály első két helyezettje (a Troyes és a Clermont ) feljutott. Az előző idény utolsó két helyezettje (a Dijon és a Nîmes) automatikusan kiesett a második vonalba.
| Feljutott az első osztályba | Kiesett a másodosztályba |
| --------------------------- | ------------------------ |
| Troyes Clermont             | Dijon Nîmes              |

### Résztvevők és stadionjaik
| Klub          | Város             | Stadion                 | Befogadóképesség | 2020–2021-es szezon |
| ------------- | ----------------- | ----------------------- | ---------------- | ------------------- |
| Angers        | Angers            | Stade Raymond Kopa      | 18,752           | 13.                 |
| Bordeaux      | Bordeaux          | Matmut Atlantique       | 42,115           | 12.                 |
| Brest         | Brest             | Stade Francis-Le Blé    | 15,931           | 17.                 |
| Clermont      | Clermont-Ferrand  | Stade Gabriel Montpied  | 11,980           | Ligue 2, 2.         |
| Lens          | Lens              | Stade Bollaert-Delelis  | 37,705           | 7.                  |
| Lille         | Villeneuve-d’Ascq | Stade Pierre-Mauroy     | 50,186           | 1.                  |
| Lorient       | Lorient           | Stade du Moustoir       | 18,890           | 16.                 |
| Lyon          | Décines-Charpieu  | Groupama Stadium        | 59,186           | 4.                  |
| Marseille     | Marseille         | Orange Vélodrome        | 67,394           | 5.                  |
| Metz          | Metz              | Stade Saint-Symphorien  | 25,636           | 10.                 |
| Monaco        | Monaco            | II. Lajos Stadion       | 18,523           | 3.                  |
| Montpellier   | Montpellier       | Stade de la Mosson      | 32,900           | 8.                  |
| Nantes        | Nantes            | Stade de la Beaujoire   | 35,322           | 18.                 |
| Nice          | Nizza             | Allianz Riviera         | 35,624           | 9.                  |
| PSG           | Párizs            | Parc des Princes        | 48,583           | 2.                  |
| Reims         | Reims             | Stade Auguste Delaune   | 21,684           | 14.                 |
| Rennes        | Rennes            | Roazhon Park            | 29,778           | 6.                  |
| Saint-Étienne | Saint-Étienne     | Stade Geoffroy-Guichard | 41,965           | 11.                 |
| Strasbourg    | Strasbourg        | Stade de la Meinau      | 29,230           | 15.                 |
| Troyes        | Troyes            | Stade de l'Aube         | 20,400           | Ligue 2, 1.         |

### Vezetőedző-váltások
| Csapat        | Távozott vezetőedző | A távozás módja             | A távozás ideje    | Helyezés a tabellán | Érkezett vezetőedző | A kinevezés ideje  |
| ------------- | ------------------- | --------------------------- | ------------------ | ------------------- | ------------------- | ------------------ |
| Angers        | Stéphane Moulin     | Lemondott                   | 2021. május 24.    | A szezon előtt      | Gérald Baticle      | 2021. május 27.    |
| Lyon          | Rudi Garcia         | Lemondott                   | 2021. május 24.    | A szezon előtt      | Peter Bosz          | 2021. május 29.    |
| Nice          | Adrian Ursea        | Kölcsönös egyetértéssel     | 2021. május 24.    | A szezon előtt      | Christophe Galtier  | 2021. június 30.   |
| Lille         | Christophe Galtier  | Lemondott                   | 2021. május 25.    | A szezon előtt      | Jocelyn Gourvennec  | 2021. július 5.    |
| Reims         | David Guion         | Lemondott                   | 2021. június 30.   | A szezon előtt      | Óscar García        | 2021. július 1.    |
| Montpellier   | Michel Der Zakarian | Kölcsönös egyetértéssel     | 2021. június 30.   | A szezon előtt      | Olivier Dall'Oglio  | 2021. július 1.    |
| Strasbourg    | Thierry Laurey      | Lejárt a megbízatása        | 2021. június 30.   | A szezon előtt      | Julien Stéphan      | 2021. július 1.    |
| Brest         | Olivier Dall'Oglio  | A Montpellierhez szerződött | 2021. június 30.   | A szezon előtt      | Michel Der Zakarian | 2021. július 1.    |
| Bordeaux      | Jean-Louis Gasset   | Menesztették                | 2021. július 27.   | A szezon előtt      | Vladimir Petković   | 2021. július 27.   |
| Saint-Étienne | Claude Puel         | Menesztették                | 2021. december 5.  | 20.                 | Pascal Dupraz       | 2021. december 14. |
| Troyes        | Laurent Batlles     | Lemondott                   | 2021. december 30. | 15.                 | Bruno Irles         | 2022. január 3.    |
| Monaco        | Niko Kovač          | Menesztették                | 2022. január 1.    | 6.                  | Philippe Clement    | 2022. január 3.    |
| Bordeaux      | Vladimir Petković   | Menesztették                | 2022. február 12.  | 19.                 | David Guion         | 2022. február 17.  |

## Tabella
| Hely. | Csapat                  | M  | Gy | D  | V  | G+ | G– | Gk  | P  | Továbbjutás vagy kiesés           |
| ----- | ----------------------- | -- | -- | -- | -- | -- | -- | --- | -- | --------------------------------- |
| 1.    | Paris Saint-Germain (B) | 38 | 26 | 8  | 4  | 90 | 36 | +54 | 86 | Bajnokok Ligája–csoportkör        |
| 2.    | Marseille               | 38 | 21 | 8  | 9  | 63 | 38 | +25 | 71 | Bajnokok Ligája–csoportkör        |
| 3.    | Monaco                  | 38 | 20 | 9  | 9  | 65 | 40 | +25 | 69 | Bajnokok Ligája, 3. selejtezőkör  |
| 4.    | Rennes                  | 38 | 20 | 6  | 12 | 82 | 40 | +42 | 66 | Európa-liga–csoportkör            |
| 5.    | Nice                    | 38 | 20 | 7  | 11 | 52 | 36 | +16 | 66 | Európa Konferencia Liga-rájátszás |
| 6.    | Strasbourg              | 38 | 17 | 12 | 9  | 60 | 43 | +17 | 63 |                                   |
| 7.    | Lens                    | 38 | 17 | 11 | 10 | 62 | 48 | +14 | 62 |                                   |
| 8.    | Lyon                    | 38 | 17 | 11 | 10 | 66 | 51 | +15 | 61 |                                   |
| 9.    | Nantes                  | 38 | 15 | 10 | 13 | 55 | 48 | +7  | 55 | Európa-liga–csoportkör            |
| 10.   | LilleCV                 | 38 | 14 | 13 | 11 | 48 | 48 | 0   | 55 |                                   |
| 11.   | Brest                   | 38 | 13 | 9  | 16 | 49 | 57 | −8  | 48 |                                   |
| 12.   | Reims                   | 38 | 11 | 13 | 14 | 43 | 44 | −1  | 46 |                                   |
| 13.   | Montpellier             | 38 | 12 | 7  | 19 | 49 | 61 | −12 | 43 |                                   |
| 14.   | Angers                  | 38 | 10 | 11 | 17 | 44 | 55 | −11 | 41 |                                   |
| 15.   | TroyesÚ                 | 38 | 9  | 11 | 18 | 37 | 53 | −16 | 38 |                                   |
| 16.   | Lorient                 | 38 | 8  | 12 | 18 | 35 | 63 | −28 | 36 |                                   |
| 17.   | ClermontÚ               | 38 | 9  | 9  | 20 | 38 | 69 | −31 | 36 |                                   |
| 18.   | Saint-Étienne (K)       | 38 | 7  | 11 | 20 | 42 | 77 | −35 | 32 | Osztályozó                        |
| 19.   | Metz (K)                | 38 | 6  | 13 | 19 | 35 | 69 | −34 | 31 | Kiesik a Ligue 2-be               |
| 20.   | Bordeaux (K)            | 38 | 6  | 13 | 19 | 52 | 91 | −39 | 31 | Kiesik a Ligue 2-be               |

1. ↑  A Nice csapatától a Marseille elleni szurkolói rendbontás miatt 1 pontot levontak.[27]
2. ↑  A Lyon csapatától a Marseille elleni szurkolói rendbontás miatt 1 pontot levontak.[28]
3. ↑  A Nantes csapata a francia kupa megnyerésével kvalifikálta magát az Európa-liga csoportkörébe.
4. ↑  A Bordeaux csapata kiesett a másodosztályba, de anyagi okok miatt a harmadosztályba sorolták őket vissza.[29] 2022. július 27-én megnyerte a fellebbezést, és hivatalosan is a Ligue 2-ben maradt a 2022–2023-as szezonban.[30][31]

## Rájátszás
Az időpontok a közép-európai nyári idő szerint vannak feltüntetve.
| 2022. május 26. 19:00 |

| Auxerre    | 1–1               | Saint-Étienne |
| ---------- | ----------------- | ------------- |
| Perrin 87' | (0–1) Jegyzőkönyv | Youssouf 15'  |

| Stade de l'Abbé-Deschamps, Auxerre Nézőszám: 17 479 Játékvezető: Benoît Millot |

| 2022. május 29. 19:00 |

| Saint-Étienne                           | 1–1 (h. u.)       | Auxerre                                 |
| --------------------------------------- | ----------------- | --------------------------------------- |
| Camara 76'                              | (0–0) Jegyzőkönyv | Sakhi 51'                               |
| Büntetőpárbaj                           |                   |                                         |
| Boudebouz Nordin Trauco Dioussé Bouanga | 4–5               | Dugimont Jubal Perrin Charbonnier Touré |

| Stade Geoffroy-Guichard, Saint-Étienne Nézőszám: 24 489 Játékvezető: Antony Gautier |

A végeredmény összesítésben 2–2 lett, az Auxerre 5–4-re nyert büntetőkkel és feljutott az élvonalba, mg a Saint-Étienne kiesett a másodosztályba

## Statisztika
| Helyezés | Játékos           | Klub                | Gólok |
| -------- | ----------------- | ------------------- | ----- |
| 1        | Kylian Mbappé     | Paris Saint-Germain | 28    |
| 2        | Wissam Ben Yedder | Monaco              | 25    |
| 3        | Moussa Dembélé    | Lyon                | 21    |
| 3        | Martin Terrier    | Rennes              | 21    |
| 5        | Andy Delort       | Montpellier/Nice1   | 18    |
| 6        | Jonathan David    | Lille               | 15    |
| 6        | Gaëtan Laborde    | Montpellier/Rennes2 | 15    |
| 8        | Mohamed Bayo      | Clermont            | 14    |
| 9        | Neymar            | Paris Saint-Germain | 13    |
| 10       | Ludovic Ajorque   | Strasbourg          | 12    |
| 10       | Arnaud Kalimuendo | Lens                | 12    |
| 10       | Randal Kolo Muani | Nantes              | 12    |
| 10       | Dimitri Payet     | Marseille           | 12    |
| 10       | Karl Toko Ekambi  | Lyon                | 12    |

| Helyezés | Játékos             | Klub      | Gólpasszok |
| -------- | ------------------- | --------- | ---------- |
| 1        | Kylian Mbappé       | PSG       | 17         |
| 2        | Lionel Messi        | PSG       | 14         |
| 3        | Benjamin Bourigeaud | Rennes    | 13         |
| 4        | Jonathan Clauss     | Lens      | 11         |
| 5        | Hamari Traoré       | Rennes    | 9          |
| 5        | Dimitri Payet       | Marseille | 9          |
| 5        | Amine Gouiri        | Nice      | 9          |
| 5        | Kevin Volland       | Monaco    | 9          |
| 9        | Gaetan Laborde      | Rennes    | 8          |
| 9        | Lovro Majer         | Rennes    | 8          |

### Mesterhármasok
| Játékos           | Klub                | Ellenfél      | Végeredmény | Dátum             |
| ----------------- | ------------------- | ------------- | ----------- | ----------------- |
| Martin Terrier    | Rennes              | Saint-Étienne | 5–0 (V)     | 2021. december 5. |
| Hvang I-cso       | Bordeaux            | Strasbourg    | 4–3 (H)     | 2022. január 23.  |
| Arkadiusz Milik   | Marseille           | Angers        | 5–2 (H)     | 2022. február 4.  |
| Serhou Guirassy   | Rennes              | Metz          | 6–1 (H)     | 2022. március 20. |
| Kylian Mbappé     | Paris Saint-Germain | Clermont      | 6–1 (V)     | 2022. április 9.. |
| Neymar            | Paris Saint-Germain | Clermont      | 6–1 (V)     | 2022. április 9.. |
| Wissam Ben Yedder | Monaco              | Brest         | 4–2 (H)     | 2022. május 14.   |
| Kylian Mbappé     | Paris Saint-Germain | Metz          | 5–0 (H)     | 2022. május 21.   |
| Andy Delort       | Nice                | Reims         | 3–2 (V)     | 2022. május 21.   |

### Kapott gól nélkül lehozott mérkőzések
Utoljára frissítve: 2022. december 29.
| Helyezés | Játékos          | Klub        | Mérkőzések |
| -------- | ---------------- | ----------- | ---------- |
| 1        | Walter Benítez   | Nice        | 14         |
| 2        | Matz Sels        | Strasbourg  | 13         |
| 3        | Alexander Nübel  | Monaco      | 11         |
| 3        | Predrag Rajković | Reims       | 11         |
| 5        | Alfred Gomis     | Rennes      | 10         |
| 5        | Pau López        | Marseille   | 10         |
| 7        | Gauthier Gallon  | Troyes      | 8          |
| 7        | Léo Jardim       | Lille       | 8          |
| 7        | Alban Lafont     | Nantes      | 8          |
| 7        | Anthony Lopes    | Lyon        | 8          |
| 7        | Jonas Omlin      | Montpellier | 8          |

### A hónap legjobb játékosai
| Hónap      | Hónap Játékosa      | Hónap Játékosa      | Források |
| Hónap      | Játékos             | Csapat              | Források |
| ---------- | ------------------- | ------------------- | -------- |
| Augusztus  | Kylian Mbappé       | Paris Saint-Germain | [ 35 ]   |
| Szeptember | Seko Fofana         | Lens                | [ 36 ]   |
| Október    | Lucas Paquetá       | Lyon                | [ 37 ]   |
| November   | Gaëtan Laborde      | Rennes              | [ 38 ]   |
| December   | Téji Savanier       | Montpellier         | [ 39 ]   |
| Január     | Wissam Ben Yedder   | Monaco              | [ 40 ]   |
| Február    | Kylian Mbappé       | Paris Saint-Germain | [ 41 ]   |
| Március    | Martin Terrier      | Rennes              | [ 42 ]   |
| Április    | Benjamin Bourigeaud | Rennes              | [ 43 ]   |

### Egyéni díjazottak
| Díj                 | Győztes              | Klub                |
| ------------------- | -------------------- | ------------------- |
| A szezon játékosa   | Kylian Mbappé        | Paris Saint-Germain |
| A szezon újonca     | William Saliba       | Marseille           |
| A szezon kapusa     | Gianluigi Donnarumma | Paris Saint-Germain |
| A szezon gólja      | Bamba Dieng          | Marseille           |
| A szezon menedzsere | Bruno Génésio        | Rennes              |

| A szezon csapata | A szezon csapata           | A szezon csapata             | A szezon csapata           | A szezon csapata           |
| ---------------- | -------------------------- | ---------------------------- | -------------------------- | -------------------------- |
| Kapus            | Gianluigi Donnarumma (PSG) | Gianluigi Donnarumma (PSG)   | Gianluigi Donnarumma (PSG) | Gianluigi Donnarumma (PSG) |
| Hátvédek         | Jonathan Clauss (Lens)     | Marquinhos (PSG)             | William Saliba (Marseille) | Nuno Mendes (PSG)          |
| Középpályások    | Dimitri Payet (Marseille)  | Aurélien Tchouaméni (Monaco) | Seko Fofana (Lens)         | Martin Terrier (Rennes)    |
| Csatárok         | Wissam Ben Yedder (Monaco) | Kylian Mbappé (PSG)          |                            |                            |

## Csapatok régiónkénti bontásban
| Csapatok száma | Régió vagy ország          | Csapat(ok)                        |
| -------------- | -------------------------- | --------------------------------- |
| 4              | Grand Est                  | Metz, Reims, Strasbourg és Troyes |
| 3              | Auvergne-Rhône-Alpes       | Clermont, Lyon és Saint-Étienne   |
| 3              | Bretagne                   | Brest, Lorient és Stade Rennais   |
| 2              | Hauts-de-France            | Lens és Lille                     |
| 2              | Loire mente                | Angers és Nantes                  |
| 2              | Provence-Alpes-Côte d’Azur | Marseille és Nice                 |
| 1              | Île-de-France              | Paris Saint-Germain               |
| 1              | Monaco                     | Monaco                            |
| 1              | Új-Aquitania               | Bordeaux                          |
| 1              | Okcitánia                  | Montpellier                       |